# 麥格雷迪灣
66°16′S 110°34′E / 66.267°S 110.567°E
麥格雷迪灣（英語：McGrady Cove）是南極洲的海灣，位於威爾克斯地，處於風車群島的紐科姆灣，根據美國海軍拍攝空中照片繪入地圖，現時由南極條約體系管理。